# Karinkannanmatala
Karinkannanmatala är öar i Finland. De ligger i Bottenviken och i kommunen Siikajoki i landskapet Norra Österbotten, i den norra delen av landet. Öarna ligger omkring 29 kilometer väster om Uleåborg och omkring 530 kilometer norr om Helsingfors.
Arean för den av öarna koordinaterna pekar på är 0,5 hektar och dess största längd är 160 meter i sydöst-nordvästlig riktning. Runt Karinkannanmatala är det mycket glesbefolkat, med 4 invånare per kvadratkilometer. Närmaste större samhälle är Lumijoki, 16,7 km sydost om Karinkannanmatala.